# John La Farge

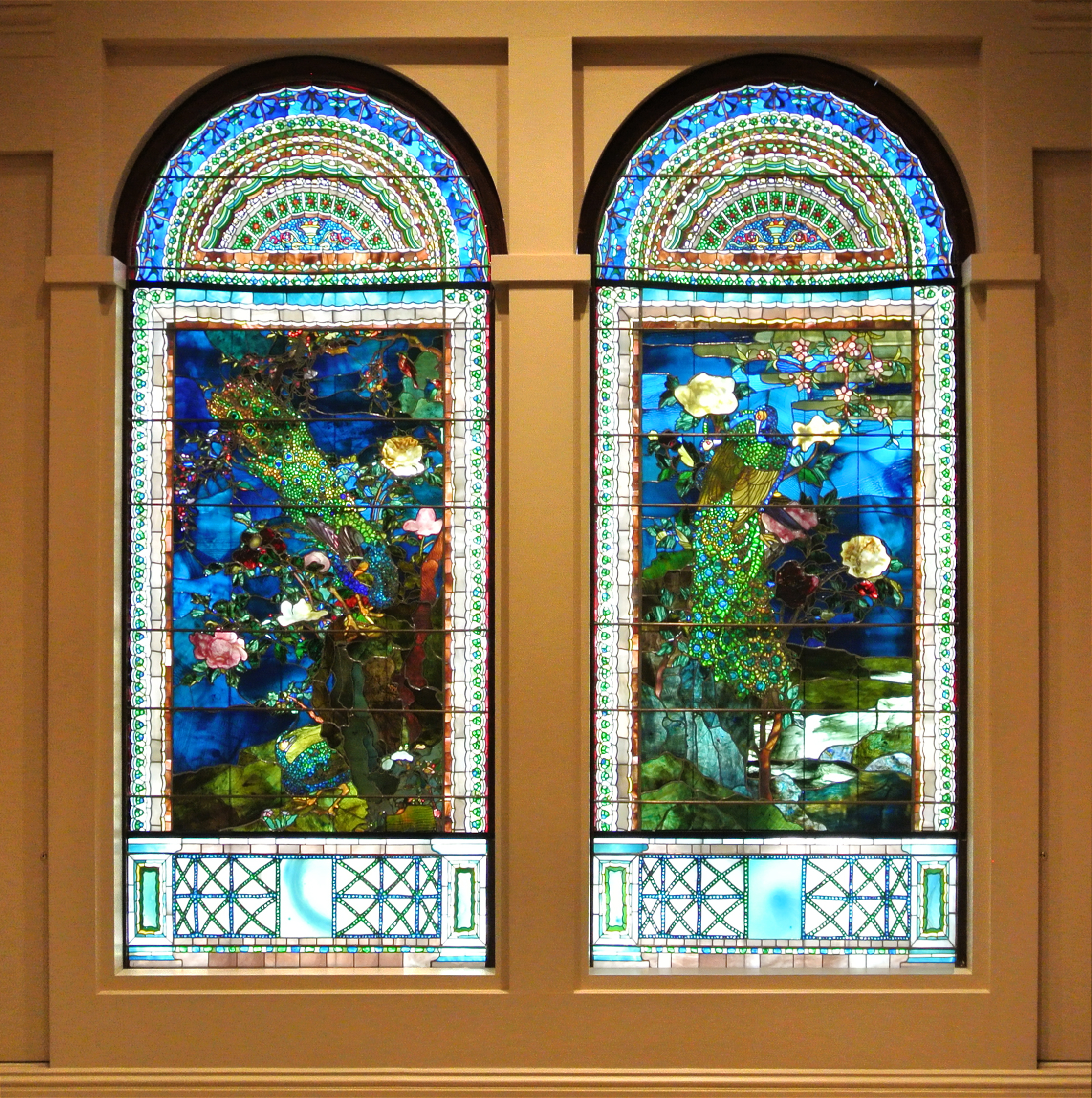
Paons i Peonies, 1882

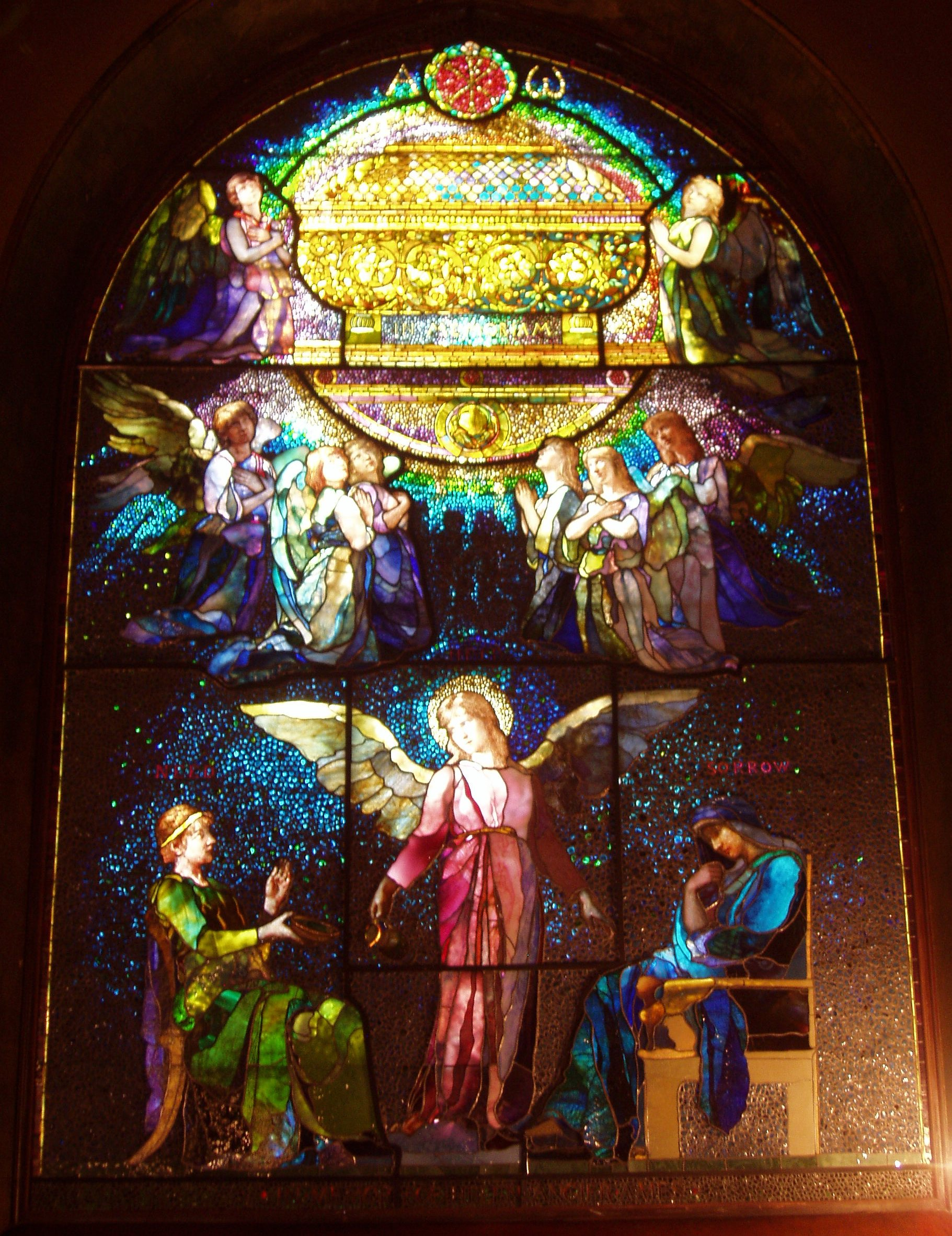
Angel de la Guarda, 1886

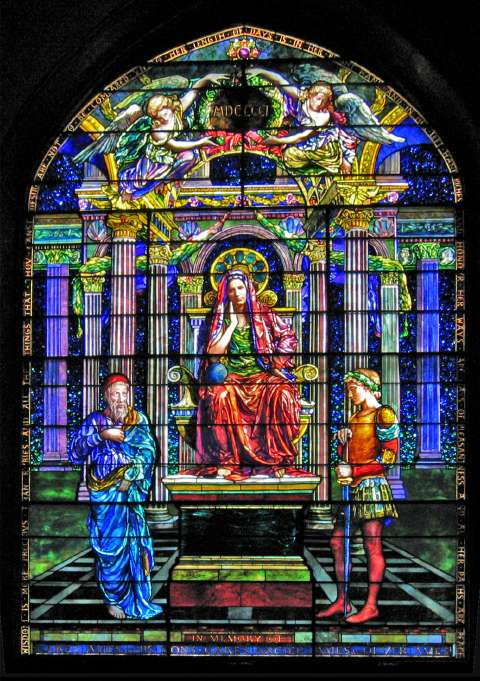
Figura de Saviesa, 1901

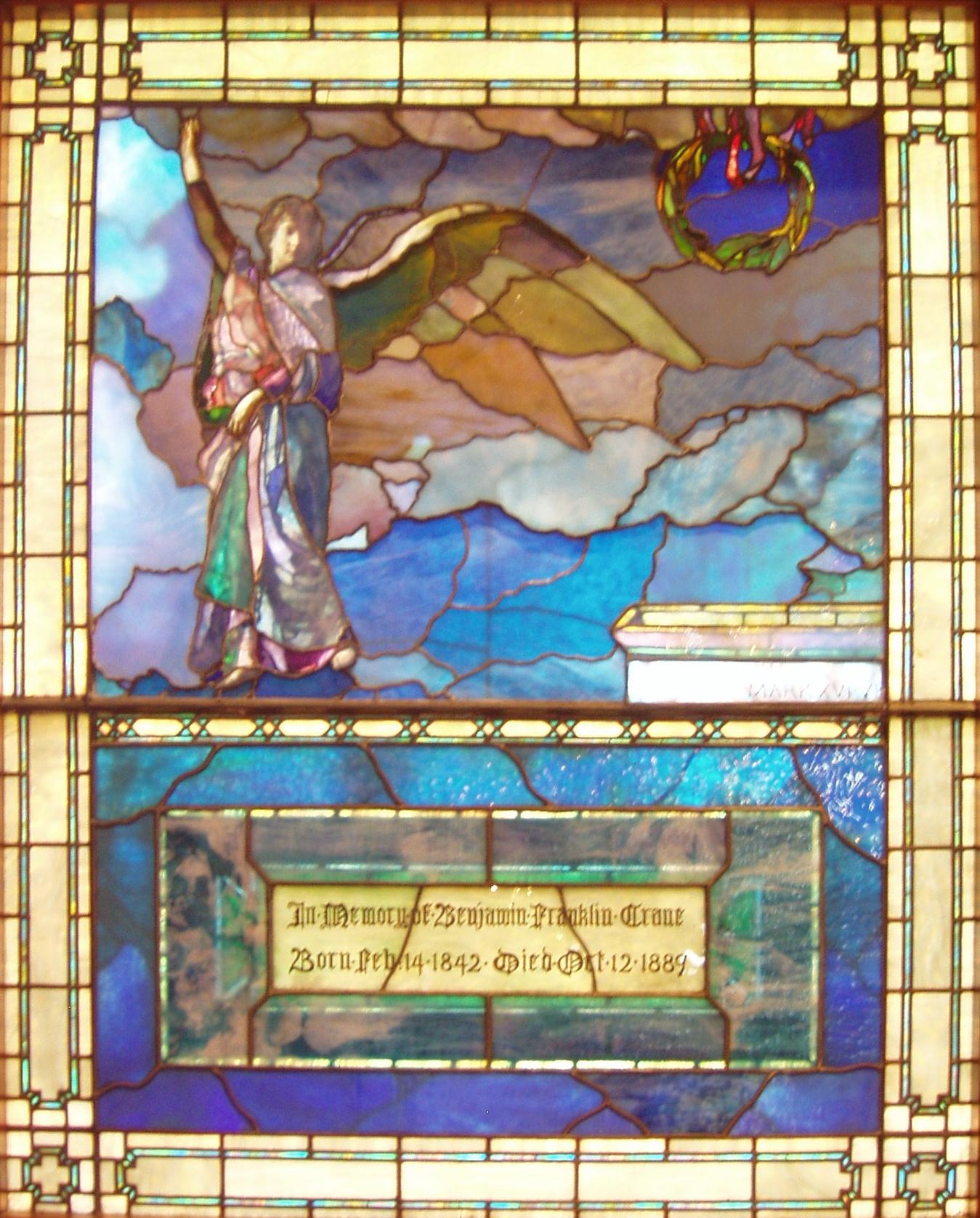
Àngel a la Tomb, Biblioteca Pública Thomas Crane

John La Farge (31 de març de 1835 – 14 de novembre de 1910) fou un pintor americà, vitraller, decorador, i escriptor.

## Biografia
La Farge va néixer a la ciutat de Nova York de pares francesos rics i es va educar en bilingüe; de nen, ell i els seus germans van produir una revista amateur feta en francès titulada Le Chinois. El seu interès artístic va començar durant els seus estudis a la universitari Mont St. Mary de Maryland i a la universitat St. John (actual Universitat Fordham) de Nova York. Inicialment volia estudiar dret, però va canviar després de la seva primera visita a París, el 1856. Estimulat per les arts a la ciutat, va estudiar amb Thomas Couture i esdevenia acquainted amb persones literàries notables. La Farge També va estudiar amb el pintor William Morris Hunt en Newport (Rhode Island).
Els primers dibuixos i paisatges de La Farge, del seu estudi de Newport, mostren una marcada originalitat, especialment en el tractament del color. Moltes de les pintures mitològiques i religioses de La Farge, entre ells Virgili, van ser realitzades en una zona de Rhode Island coneguda com a "Paradise", en un bosc què La Farge anomenava "L'arbreda sagrada" inspirat en Virgili.
Va ser un pioner en l'estudi de l'art japonès, la influència del qual s'observa a la seva obra. Durant la seva vida, La Farge va tenir un estudi al 51 oest del carrer 10 de Greenwich Village, que actualment forma part de l'Eugene Lang College The New School for Liberal Arts.
Entre 1859 i 1870, va il·lustrar l'obra de Tennyson, Enoch Arden i Men and Women de Robert Browning.
A la dècada de 1870, La Farge va començar a fer murals, que es va fer populars en edificis públics, així com en esglésies. El seu primer mural va ser fet a la Trinity Church (Boston), el 1873. Després va seguir les seves decoracions a l'Església de l'Ascensió (el gran retaule) i la capella de St Paul (Nova York). Per al capitoli de l'estat de Minnesota a St Paul, va executar a l'edat de 71 quatre grans llunetes que representen la història del dret. Va crear una sèrie similar basada en el tema de Justícia per a l'edifici de la Cort Suprema de l'estat a Baltimore, Maryland. També va realitzar encàrrecs privats dels clients rics (per exemple, Cornelius Vanderbilt).
La Farge va fer llargs viatges per Àsia i el Pacífic Sud, que van inspirar la seva pintura. Va visitar Japó el 1886, i els mars del Sud el 1890 i 1891, en particular, passant el temps i absorbint la cultura de Tahití. Henry Adams li va acompanyar en aquest recorregut com a company de viatge. Va visitar Hawaii el setembre de 1890, on va pintar paisatges d'Oahu i va viatjar a l'illa de Hawaii per pintar un volcà actiu.
El 1892, La Farge va ser contractat com a instructor al Metropolitan Museum of Art Schools per a proporcionar formació professional als estudiants de la ciutat de Nova York. Va ser president de la National Society of Mural Painters de 1899 a 1904.
Va aprendre diverses llengües (antigues i modernes), i era erudit en literatura i art; per la seva personalitat cultivada i conversa reflexiva, va influir a moltes persones. Tot i ser un inconformista natural, va venerar les tradicions d'art religiós, i va conservar la seva fe catòlica.
Va morir al Butler Hospital, a Providence (Rhode Island) el 1910. Està enterrat al cementiri Green-Wood de Brooklyn, Nova York. El seu arxiu documental, juntament amb altres documents dels seus nets i besnets, es conserven a la Biblioteca Universitària de Yale.

## Vitrall
La Farge va experimentar amb els problemes de color, sobretot en els vitralls. El seu treball rivalitzava amb la bellesa de les finestres medievals i va incorporar nous recursos com l'ús del vidre opalescent i pels seus mètodes originals de capes i de vidre soldat. El vidre opalescent havia estat utilitzat durant segles en les vaixelles, però mai abans s'havia format en làmines planes per a ús en vidrieres i altres objectes decoratius. Per als seus primers experiments, La Farge havia encarregat fulles planes de vidre opalescent d'un fabricant de vidre de Brooklyn. Aparentment va introduir Tiffany a l'ús del vidre opalescent a mitjan anys 1870, mostrant-li els seus experiments. En algun moment de finals de 1870 o començament de 1880, tanmateix, les relacions entre els artistes es van tensar, probablement a causa d'un plet entre els dos homes.:34
Va presentar una patent el 10 de novembre de 1879 poc després que un diari va lloar una finestra que havia fet per a Richard Derby de Long Island com "la primera aplicació d'un nou [vidre opalescent] material a les finestres." Se li concedir la patent. 224.831 el 24 de febrer de 1880, per a una "finestra de vidre acolorit", amb els detalls tècnics de la fabricació de vidre pla opalescent i capes per crear finestres. Vuit mesos més tard, Tiffany va sol·licitar una patent similar, la qual va ser concedida el 1881 amb el número 237.417.
La principal diferència en les seves patents és que Tiffany enumera una mica diferents detalls tècnics, per exemple en relació amb l'espai d'aire entre les capes de vidre. Com que la patent de la Farge es va centrar més en el material i la de Tiffany més en el seu ús en la construcció, semblava que les dues patents podrien ser mútuament dependents, ja sigui prohibint l'artista de fer vitralls sense el permís de l'altre. Hi ha alguns indicis que tots dos podrien haver arribat a algun tipus d'acord en l'ús de la patent de la Farge, però es desconeixen els detalls i no hi ha homogeneïtat entre els experts. Si sembla segur que al voltant de 1882 La Farge planejava demandar Tiffany, per haver utilitzat alguns dels seus mètodes de treball amb les làmines de vidre opalescent.
Alguns dels seus vitralls per a finestra més destacats són:
- Trinity Church (Boston) (1877–78)
- Biltmore Estate en Asheville, Carolina del Nord (1881)
- Església de Sant Josep d'Arimatea de Greenburgh, Nova York (1883)
- Església de la Unitat d'Easton (Massachusetts) (1882)[15]
- Capella de Sant Pau, Universitat de Colúmbia, Primer Unitarian Església de Detroit (1890)(1888–99)
- Església episcopal de la Transfiguració, Manhattan (1898)
- L'església de Mount Vernon, Boston, 1890s[16]
- Christ Church de Lincoln (Rhode Island)
- La Catedral d'Albany, Nova York
- Thomas Crane Public Library

Algunes de les seves obres, incloent Peonies Blown in the Wind (1880), formen part de la col·lecció del Metropolitan Museum of Art de Nova York.

## Llegat i honors
- Va rebre la Creu de la Legió d'Honor del Govern francès.
- Va ser elegit president de National Society of Mural Painters des de 1899 fins al 1904, i era membre de les principals societats artístiques dels Estats Units, incloent el Salmagundi Club.
- El 1904, fou un dels primers set artistes escollits com a membre de l'Acadèmia americana de les Arts i les Lletres.
- El 1863 va formar part de l'Acadèmia Nacional de Disseny.

## Obra escrita
- The American Art of Glass (futlletó)
- Considerations on Painting (Nova York, 1895)
- An Artist's Letters from Japan (Nova York, 1897)
- The Great Masters (Nova York)
- Hokusai: a talk about Japanese painting (Nova York, 1897)
- The Higher Life in Art (Nova York, 1908)
- One Hundred Great Masterpieces
- The Gospel Story in Art (Nova York, 1913)
- Letters from the South Seas (no publicat)
- Correspondence (no publicat)